# Muín-ad-Din Únur

El Pròxim Orient el 1135.

Muín-ad-Din Únur (àrab: معين الدين أنر, Muʿīn ad-Dīn Unur) (? - 1149) fou un ministre, després regent, de l'Emirat Búrida de Damasc de 1135 a 1149.

## Família
René Grousset li atribueix una esposa que seria la mare de Jamal-ad-Din Muhàmmad i vídua de Burí Taj-al-Muluk, però Amin Maalouf i la Foundation for Medieval Genealogy no diuen res sobre l'assumpte. Grousset li atribueix igualment una filla que s'hauria casat amb Mujir-ad-Din Abaq, informació confirmada per Amin Maalouf però no per la Foundation for Medieval Genealogy.

## Biografia
Va començar el seu servei amb els búrides com a mameluc, és a dir soldat esclau, de Dhàhir-ad-Din Tughtikín, atabeg de Damasc i resta en l'ombra durant nombrosos anys. Tughtikín va morir el 1128, seguit pel seu fill Taj-al-Muluk Burí, mort el 1132 i el seu net Xams-al-Mulk Ismaïl, assassinat el 2 de febrer de 1135. Aquest últim, veien permanentment els complots en el seu cercle havia decidit donar Damasc a Zengi, atabeg d'Alep i Mossul, i retirar-se a una de les seves fortaleses. En el moment de l'assassinat, Zengi ja anava cap a Damasc, però Zumúrrud Khatun, la mare d'Ismail, es va afanyar a fer reconèixer com atabeg al seu altre fill, Xihab-ad-Din Mahmud.
Muín-ad-Din Unur va agafar llavors la direcció de l'exèrcit i va assegurar la defensa de la ciutat enfront de Zengi que la va assetjar. Un jove príncep aspirant al sultanat seljúcida, Dawud, l'acompanyava; l'emir de Damasc, aconsellat per Muín-ad-Din Unur, va acceptar jurar fidelitat a Dawud per treure a Zengi un dels pretexts del seu atac. Després el califa al-Mustarshid va enviar un ambaixador, Bish ibn Kherim, que va negociar la pau i l'aixecament del setge el 16 de març de 1135, mitjançant un reconeixement, purament nominal, de la sobirania feudal d'Alep per part de Damasc i incitant Zengi a intervenir a l'Iraq per sostenir la candidatura de Dawud
Qirkhan ibn Qaraja, emir d'Homs va morir el 1136, i els seus fills intercanviaren amb Xihab-ad-Din Mahmud la ciutat d'Homs per Tadmor. Mahmud va donar llavors la ciutat d'Homs en feu a Muín-ad-Din Unur. Un any més tard, el juny 1137, Zengi va intentar de nou la conquesta de l'emirat de Damasc i va començar per assetjar Homs. Ramon, comte de trípoli, previngut, no desitja que un cap de guerra musulmà també poderós s'instal·li en una ciutat si prop del comtat de Trípoli, va enviar un exèrcit a la rodalia d'Homs, i obligà Zengi a aixecar el setge l'11 de juliol i a atacar els francs a Ba'rin, on els va derrotar i va capturar la ciutadella.
El 1138, Zumúrrud Khatun, la mare de l'atabeg, es va casar amb Zengi i li va aportar Homs en dot, i Muín-ad-Din Unur rebé a canvi Barin. En la nit del 22 al 23 de juny de 1139, Xihab-ad-Din Mahmud fou assassinat i Muín-ad-Din Unur va reaccionar amb fermesa, fent executar els assassins i col·locant al tron a JJamal-ad-Din Muhàmmad, germanastre del precedent atabeg, el qual li va agrair donant-li en feu Baalbek, però Unur es va conformar a delegar un governador, per dedicar-se a assegurar el govern de Damasc perquè un altre germà (de fet germanastre), Bahram Shah, s'havia refugiat a Alep i havia demanat a Zengi ajut per pujar al tron de Damasc.
Zengi va començar per assetjar Baalbek el 20 d'agost de 1139, i la ciutat va capitular el 10 d'octubre i la ciutadella el 22 d'octubre. Zengi, malgrat la seva promesa de respectar la vida dels soldats, els va fer crucificar. Aquesta acció, destinada a intimidar als damascens, en canvi els va decidir a resistir. Després va posar setge a Damasc el 6 de desembre i la ciutat va resistir. Jamal-ad-Din Muhammad va morir poc després, el 29 de març de 1140. Unur va posar al tron a Mujir-ad-Din Abaq, el fill de Muhàmmad, encara infant. Per desfer-se de Zengi, va cridar a Folc V d'Anjou, rei de Jerusalem amb qui havia formalitzat una aliança el 1138. Amb l'arribada de Folc n'hi va haver prou per fer retirar a Zengi, i Muín-ad-Din Unur va ajudar llavors als francs a reprendre Panees que estava en mans dels zengites (maig de 1140).
De resultes de la presa d'Edessa per Zengi, una nova croada va arribar d'Europa però els seus caps, en lloc d'atacar els dominis zengites, atacaren Damasc, trencant l'aliança franco-damascena. Damasc va quedar assetjada el 24 de juliol de 1148 i Muín-ad-Din Unur va cridar a totes les tropes de l'emirat per resistir als croats. Fou llavors que Nur-ad-Din i Sayf-ad-Din Ghazi, fills i successors de Zengi, es presentaren amb el seu exèrcit i els croats aixecaren el setge el 28 de juliol i es van retirar per evitar de ser agafats en tenalles entre els zengites i els damascens, i per altra banda perquè no volien tanmateix que Damasc caigués en poder de Nur-ad-Din.
Llavors Muín-ad-Din Unur va ordenar algunes ràtzies contra els francs a Galiela, especialment una ràtzia (junt amb Nur-ad-Din) contra Antioquia, però la pau i l'aliança entre els francs i Damasc va acabar per ser restaurada el maig 1149. Unur va morir poc després de disenteria, el 28 d'agost de 1149.